# Адельборг (дворянский род)
Адельборг (нем. Adelborg) — шведский дворянский род.

## Происхождение и история рода
Старшая линия происходит от пивовара Андерса Эрикссона из Гётеборга , который умер в 1688. Его сын Ларс Андерссон Борг (...-1719) был таможенным контролером в Хельсингборге. Его внуками были адъютант, а затем капитан Эрик Отто Борг (1741–1787) и его старший брат Йохан Борг (1736–1805), который получил дворянское звание от короля Швеции Густава III 9 мая 1776.
Йохан Борг не имел детей. Эрик Борг, который также взял фамилию Адельборг после возведения в дворянство, был лейтенантом и получил дворянство в 1772 году. Его жена Анна София была дочерью члена парламента Швеции Пера Карлскольда и Виргинии Адлерберг. Их сын Адельборг, Пер Отто (швед. Per Otto Adelborg, 1781-1818) был подполковником шведской армии и художником-карикатуристом. 

## Известные представители
- Адельборг, Луиза (1885—1971) — шведская дизайнер и художница по текстилю.
- Адельборг, Брор Якоб (1816—1865) — шведский военный и художник, его дети:
- Адельборг, Гертруда (1853—1942) — шведская феминистка.
- Адельборг, Мария (1849—1940) — шведская художница.
- Адельборг, Оттилия (1855—1936) — шведская художница.